# عقربات، ادلب
عقربات (به عربی: عقربات) یک روستا در سوریه است که در ناحیه مرکزی ادلب واقع شده‌است. عقربات ۱٬۰۸۶ نفر جمعیت دارد.